# Kate Millett
Kate Millett, właśc. Katherine Murray Millett (ur. 14 września 1934 w Saint Paul, zm. 6 września 2017 w Paryżu) – amerykańska filozofka feministyczna, autorka książki pod tytułem Sexual politics (1970), która była jednym z ważniejszych tekstów feminizmu drugiej fali .
Urodziła się w katolickiej rodzinie w Saint Paul w stanie Minnesota. Studiowała literaturę angielską na University of Minnesota i Uniwersytecie Oksfordzkim . Przez krótki czas wykładała na University of North Carolina. Następnie przeniosła się do Japonii i zajęła rzeźbą. W 1965 roku wyszła za mąż za znanego japońskiego rzeźbiarza Fumio Yoshimurę . W 1968 rozpoczęła studia doktoranckie na Uniwersytecie Columbia w Barnard College . Została zwolniona z uniwersytetu za organizację protestów studenckich . „Sexual Politics” był oparty na jej doktoracie .
W książce „Sexual Politics” dowodzi, że mężczyźni mają władzę nad kobietami, a władza ta jest ugruntowana instytucjonalnie, nie biologicznie . Co ważne, same kobiety są wychowywane do podległości, uczy się je, że mają akceptować normalizacje władzy mężczyzn jako coś naturalnego . Millet opiera swoją argumentację na analizie scen erotycznych u pisarzy takich jak Henry Miller, Norman Mailer, D.H. Lawrence. Dowodzi, że ci popularni w środowiskach kontrkultury pisarze z aprobatą przedstawiają upokarzanie i seksualną podległość kobiet . W sierpniu 1970 po publikacji książki Millet znalazła się na okładce magazynu „Time“ , gdzie nazwano ją „Mao Tse-Tsungiem wyzwolenia kobiet“ . Książka wywołała fale komentarzy i bardzo krytycznych recenzji. Norman Mailer atakował Millet przedstawiając jej argumenty jako nową formę pruderii . Jednocześnie książka stała się bestsellerem, sprzedano 10 tysięcy egzemplarzy, Millet stała się ważnym głosem feminizmu drugiej fali .

## Książki
- Sexual Politics (1970)
- Flying (1974)
- Sita (1977)
- Mother Millett (2001)